# 전미골부샘
전미골부샘(영어: pre-caudal gland)은 늑대 꼬리에 위치해 있는 외분비선이다. 이 샘은 다른 늑대에게 페로몬을 방출하고 그 늑대의 특정 무리의 영역을 지정하는 역할을 한다. 보통, 이 냄새 표시는 알파메일이 맡는다.
늑대의 자손인 많은 개는 품종에 따라 다르지만 꼬리에 동맥 흔적이 남아 있다. 늑대와 마찬가지로, 개는 항문 및 꼬리의 동맥 모두에서 다른 개가 식별할 수 있는 냄새를 내보낸다.